# Frühnordarabische Sprache
Das Frühnordarabische (auch Altnordarabisch) ist eine westsemitische Sprache, die in vorislamischer Zeit in weiten Gebieten Nord- und Zentralarabiens, in den heutigen Staaten Saudi-Arabien, Syrien und Jordanien, gesprochen wurde. Sie ist nahe verwandt mit dem Arabischen, jedoch, anders als lange angenommen, nicht dessen Frühform.

## Dialekte
Das Frühnordarabische lässt sich in mehrere unterschiedlich gut belegte Dialekte aufteilen. Macdonald 2004 unterscheidet dabei die folgenden Varietäten:
- Oasennordarabisch: Saudi-Arabien, Syrien
  - Taymanitisch
  - Dadanitisch (früher Dedanitisch und Lihyanisch)
  - Dumaitisch (Dūmat al-Ǧandal)
  - einzelne Funde auch aus Mesopotamien („Chaldäisch“)
- Safaitisch: Sprache der Nomaden in Syrien, Jordanien und dem nördlichen Saudi-Arabien
- Hismaisch: Sprache der Nomaden in der Wüste Hisma (Jordanien), früher zum Thamudischen gerechnet
- Thamudisch: Sammelbezeichnung für Inschriften, die sich keinem der anderen Dialekte zuordnen lassen
- Hasaitisch: Einige kurze Inschriften aus Nordostarabien; kaum bekannt, Zuordnung daher unsicher

## Lautsystem
Die meisten Dialekte des Frühnordarabischen besaßen wie das Klassisch-Arabische 28 konsonantische Phoneme, deren lautliche Realisierung in den meisten Fällen vermutlich mit dem Klassisch-Arabischen übereinstimmten. Wie dieses (und die anderen semitischen Sprachen) besaß es neben stimmhaften und stimmlosen auch emphatische Konsonanten, die entweder durch Glottalisierung oder durch Pharyngalisierung realisiert wurden. Unsicherheiten bestehen bei den Phonemen f ([⁠p⁠] oder [⁠f⁠]), g ([⁠g⁠], [⁠ɟ⁠] oder [⁠ʤ⁠]) und q ([⁠q⁠] oder [kˀ]). Die meisten frühnordarabischen Dialekte besaßen wie das Arabische die beiden alveolaren/postalveolaren Sibilanten s1 [⁠ʃ⁠] und s² [⁠ɬ⁠] (?), im Taymanitischen findet sich noch ein dritter Laut (s3 [⁠s⁠]), der in den anderen Dialekten mit s1 zusammengefallen war.
Da die frühnordarabische Schrift weder Kurz- noch Langvokale anzeigt, lässt sich kaum etwas über das Vokalinventar des Frühnordarabischen aussagen.

## Morphologie
Aufgrund der Kürze und Formelhaftigkeit der meisten Inschriften ist die Morphologie nur unzureichend bekannt. Wie in allen semitischen Sprachen basiert auch die frühnordarabische Morphologie auf dreikonsonantigen Wurzeln; die Formenbildung ähnelte, soweit bekannt, stark dem Klassischen Arabisch.

### Substantive und Adjektive
Das frühnordarabische Nomen unterscheidet die Genera Maskulinum (unmarkiert) und Femininum (Suffix -t) sowie drei Numeri (Singular, Dual, Plural). Deren Bildung hängt stark davon ab, ob das Nomen alleine (Status absolutus) oder in enger Verbindung mit einem anderen Nomen oder Pronomen (Status constructus) steht. Während der Dual mit der Endung -n (Status absolutus) bzw. -(y) (Status constructus) gebildet wird, ist die Pluralbildung der Maskulina wie im Arabischen komplex, da sowohl innere als auch äußere (auch gebrochene bzw. gesunde genannt) Plurale häufig sind. Die Bildung des äußeren Plurals erfolgt im Maskulinum mit der Endung -n (nur im Status absolutus) und im Femininum durch -t.
- Status absolutus:
  - Maskulinum: ẓby-n „männliche Gazellen“ (Safaitisch)
  - Femininum: ẓby-t „weibliche Gazellen“ (Safaitisch)
- Status constructus
  - Maskulinum: bnw N „Die Söhne des N“ (Dadanitisch)

Die inneren Plurale wurden offenbar durch Änderungen der Vokalstruktur gebildet, die nur geringfügige Spuren im konsonantischen Schriftbild hinterlassen haben:
- ʾym (Arabisch ʾayyām) „Tage“ zu ym (Arabisch yawm) „Tag“

Ob das Frühnordarabische wie das Klassische Arabisch eine Kasusflexion durch vokalische Endungen kannte, ist ungewiss.
Die Determination wurde, was das Frühnordarabische deutlich vom Arabischen und dem Altsüdarabischen abgrenzt, durch den bestimmten Artikel h- bzw. hn- ausgedrückt. Adjektive, die sich hinsichtlich der Flexion nicht von Substantiven unterscheiden, folgen als Adjektivattribut ihrem Bezugswort und kongruieren mit diesem in Genus, Numerus und Determination.

### Pronomina
Das Frühnordarabische unterscheidet zwei Arten von Personalpronomina: unabhängige Personalpronomina, die das Subjekt eines Satzes markieren, und enklitische Personalpronomina, die hinter einem Verb und einer Präposition dessen Objekt und hinter einem Substantiv dessen Besitzer ausdrücken: s1ʿd-h „hilf ihm/ihr“, l-h „für ihn“, ʾb-h „sein Vater“.

### Verben
Das frühnordarabische Verb kann nach Personen, Numerus, Genus (in der 3. Person) und eingeschränkt auch Tempus/Aspekt, Diathese (Aktiv/Passiv) und Modus konjugiert werden. Grundsätzlich existieren zwei Arten der Verbalkonjugation: Die Präfixkonjugation, die Person, Numerus und Genus durch Prä- und teilweise Suffixe markiert, und die ausschließlich durch Suffixe gebildete Suffixkonjugation:
- Präfixkonjugation:
  - y-qry „er möge lesen“ (Safaitisch)
- Suffixkonjugation:
  - bn-t „sie baute“

Die ebenfalls verbreiteten Bezeichnungen Perfekt und Imperfekt treffen auf das Frühnordarabische nicht zu. Stattdessen markiert die Suffixkonjugation/„Perfekt“ sowohl vollendete als auch unvollendete und sogar gewünschte Handlungen, während die Präfixkonjugation/„Imperfekt“ Wünsche, Zwecke und in bestimmten Umgebungen vollendete Handlungen ausdrückt.
Neben den erwähnten finiten Formen sind auch Partizipien bekannt, die hauptsächlich durch Änderung der inneren Vokalstruktur gebildet wurden: qtl „getötet“, vgl. qtl „er tötete“.

## Syntax
Die Natur der frühnordarabischen Inschriften erschwert die Analyse der Syntax noch wesentlich schwerer als die der Morphologie, dennoch lassen sich bereits einige Aussagen machen. Im Dadanitischen war die gewöhnliche Satzstellung von Sätzen mit verbalem Prädikat: Subjekt – Prädikat – Objekt (SVO), darauf folgen adverbiale Phrasen:
| Satz                 | N1 w-N2   | ʾzlh             | h-ẓll             | l-ḏġbt                | b-khl                 | bʿd ml-hm              | b-bdr                 |
| Syntaktische Analyse | Subjekt   | Prädikat         | Objekt            | Präpositionalphrase 1 | Präpositionalphrase 2 | Präpositionalphrase 3  | Präpositionalphrase 4 |
| Übersetzung          | N1 und N2 | haben ausgeführt | die ẓll-Zeremonie | für Ḏġbt              | in Khl                | für ihr Wintergetreide | in Bdr                |

Dies stellt einen deutlichen Unterschied zum klassischen Arabisch dar, wenngleich im Safaitischen auch VSO häufig belegt ist. Das Prädikat konnte auch ein Substantiv bzw. ein substantivischer Ausdruck sein: ʾn N1 bn N2 „Ich (bin) N1, Sohn des N2“.

## Lexikon
Das bekannte frühnordarabische Lexikon ist trotz der großen Inschriftenzahl sehr klein, da der größte Teil der Texte aus Personennamen besteht. Die Hauptquelle für das Verständnis des frühnordarabischen Wortmaterials ist das Klassisch-Arabische und auch die modernen arabischen Dialekte. Jedoch ist bis heute ein nicht geringer Teil des frühnordarabischen Lexikons unverständlich, sodass auch die Interpretation vieler Inschriften stark umstritten ist.

### Überblick und Grammatik
- Walter W. Müller: Das Altarabische und das klassische Arabisch. In: W. Fischer (Hrsg.): Grundriß der Arabischen Philologie. Band I: Sprachwissenschaft. S. 17–36. Reichert, Wiesbaden 1982
- M. C. A. Macdonald: Reflections on the linguistic map of pre-Islamic Arabia. (PDF; 627 kB). In: Arabian archaeology and epigraphy, 11/1 (2000), S. 28–79.
- M. C. A. Macdonald: Ancient North Arabian. In: Roger D. Woodard (Hrsg.): The Cambridge encyclopedia of the World’s ancient languages. Cambridge University Press, Cambridge 2004, ISBN 0-521-56256-2, S. 488–533 (mit ausführlichem Literaturverzeichnis; Grundlage dieser Darstellung)

### Wichtige Texteditionen
- Werner Caskel: Lihyan und Lihyanisch. Westdeutscher Verlag, Köln 1954.
- Alexander Sima: Die lihyanischen Inschriften von al-ʿUḏayb (Saudi-Arabien). (Epigraphische Forschungen auf der Arabischen Halbinsel 1) Leidorf, Rahden/Westfalen 1999. (Auszug: semitistik.uni-hd.de)
- Alexander Sima: Die hasaitischen Inschriften. In: Norbert Nebes (Hrsg.): Neue Beiträge zur Semitistik (Jenaer Beiträge zum Vorderen Orient, 5). Harrassowitz, Wiesbaden 2002, S. 167–200.
- Corpus Inscriptionum Semiticarum. Pars IV und V. Paris 1889–1951. [Lesungen teilweise veraltet]